# Auzouville-sur-Saâne

Auzouville-sur-Saâne este o comună în departamentul Seine-Maritime, Franța. În 1 ianuarie 2022 avea o populație de 146 de locuitori.